# MacCecht
MacCecht, właśc. Teathur MacCeacht – mityczny król Irlandii z braćmi MacCuillem i MacGreinem w latach 1046–1016 p.n.e. Syn Cermada z ludu Tuatha Dé Danann, syna Eochaida Praojca, zwanego Dagdą, mitycznego króla Irlandii.
Imię MacCecht pochodziło od jego boga Cechta (lemiesz) i oznacza „syn Cechta”. Postanowił ze swymi braćmi zemścić się za śmierć ojca. Dokonali oni zabójstwa Luga Długorękiego, który był ich kuzynem. Trzej bracia zostali potem wspólnie królami Irlandii, dzieląc się między sobą krajem. Ich żonami były córki Fiachy mac Delbaith, poprzedniego króla na tronie irlandzkim. Ich dziadkowie byli braćmi. MacCecht poślubił Fódlę. Według różnych źródeł panowanie braci trwało 29 lub 30 lat. Byli oni ostatnimi królami z ludu Tuatha Dé Danann.
W czasie jego trzydziestego roku panowania doszło do najazdu synów Mileda (Mila) z południa, z Hiszpanii. Ich celem był podbój Irlandii. MacCecht z braćmi musiał stawić im czoło w bitwie pod Sliabh Mis trzeciego dnia od zejścia najeźdźców na ląd. Pierwsze starcie nie doprowadziło do rozstrzygnięcia. W tej bitwie poległa Scota, córka Faraona, żona Mila oraz Fas, żona Una, syna Uige. Synowie Mila postanowili się wycofać, by po pewnym czasie ponownie wylądować u ujścia Boyne i na równinie Brega. Wydali Dananianom bitwę pod Tailtinn. Trwała ona do czasu, gdy MacCecht został pokonany i zabity przez Eremona, MacCuill przez Emera Finna, a MacGreine przez Amergina. Ich żony i królowe także zostały zabite; Banba, żona MacCechta, zginęła z ręki Caichera. Bitwa ta trwała jednak dalej, aż wszyscy członkowie ludu Tuatha Dé Danann zostali wybici, gdziekolwiek zostali znalezieni. Ze strony najeźdźców zginęli dwaj sławni wodzowie, mianowicie Fuad pod Sliabh Fuaid i Cuailgne pod Sliabh Cuailgne.